# Бенестаре
Бенестаре (італ. Benestare, сиц. Benestare) — муніципалітет в Італії, у регіоні Калабрія,  метрополійне місто Реджо-Калабрія‎.
Бенестаре розташоване на відстані близько 520 км на південний схід від Рима, 90 км на південний захід від Катандзаро, 45 км на схід від Реджо-Калабрії.
Населення — 2556 осіб (2014).
Щорічний фестиваль відбувається 29 вересня. Покровитель — святий Михайло.

## Демографія
Населення за роками:

Станом на 1 січня 2023 року в муніципалітеті офіційно проживав 91 іноземець з 21 країни, серед них 10 громадян країн Євросоюзу та 5 громадян України.

## Сусідні муніципалітети
- Ардоре
- Боваліно
- Карері
- Платі
- Сан-Лука